# Młodzieńcze zapalenie skórno-mięśniowe
Młodzieńcze zapalenie skórno-mięśniowe (ang. juvenile dermatomyositis, JDM) – przewlekła, idiopatyczna choroba mięśni i skóry, w której zmiany pierwotnie dotyczą mięśni i skóry, ale mogą wystąpić również w innych narządach.

## Rozpoznanie
Kryteria Tanimoto (1995):
1. Zmiany skórne:
  1. Rumień heliotropowy i obrzęk powiek
  2. Objaw Gottrona
  3. Rumień nad stawami łokciowymi i kolanowymi
2. Zmiany mięśniowe:
  1. Osłabienie mięśni ksobnych kończyn górnych, dolnych i grzbietu
  2. Podwyższony poziom CPK lub aldolazy w surowicy krwi
  3. Bóle mięśniowe
  4. EMG - zmiany o typie pierwotnego uszkodzenia mięśni
  5. Obecne przeciwciała anty-Jo1
  6. Zapalenie lub bóle stawów
  7. Wykładniki stanu zapalnego: gorączka >37 °C, wzrost CRP lub przyspieszenie OB powyżej 20mm/h
  8. Zmiany morfologiczne typowe dla zapalenia mięśni

Kryteria te opracowano dla pacjentów dorosłych; rozpoznanie JDM w pediatrii opiera się głównie o obraz kliniczny (wskaźniki zapalne i enzymy mięśniowe są zazwyczaj prawidłowe, rzadziej występują przeciwciała anty-Jo).

## Leczenie
- glikokortykoidy
- cytostatyki: metotreksat, cyklosporyna A
- immunoglobuliny
- leczenie uzupełniające: suplementacja potasu, bifosfoniany w wapnicy
- wczesna rehabilitacja ruchowa

Przeczytaj ostrzeżenie dotyczące informacji medycznych i pokrewnych zamieszczonych w Wikipedii.